# إوز
الإوز (الاسم العلمي: Anserini)، طائر مائي ينتمي إلى الفصيلة البطية. وتتألف هذه القبيلة من الأجناس الإوز الرمادي (Anser)، الإوز الأسود (Branta) والإوز الأبيض (Chen). بعض الطيور الأخرى، يرتبط معظمها إلى جنس الشهرمان. يعتبر جنس الإوز هي الأكثر أختلافا من الأعضاء المرتبطة بفصيلة البطية ومعظمها أكبر من الأوزات الحقيقية، والبط التي هي أصغر.